# ملوین سایمون
ملوین سایمون (انگلیسی: Melvin Simon; ۲۱ اکتبر ۱۹۲۶ – ۱۶ سپتامبر ۲۰۰۹) کارآفرین و تهیه‌کننده فیلم اهل ایالات متحده آمریکا بود، که در سال ۱۹۹۳ گروه سایمون پراپرتی را تاسیس کرد. این شرکت هم‌اکنون بزرگترین توسعه‌دهنده املاک در آمریکا محسوب می‌شود و مالک شبکه‌ای از ۳۲۵ مرکز خرید در ایالات متحده و آسیا می‌باشد.